# هکلر و کخ ام‌پی۷
هکلر و کخ ام‌پی۷ (انگلیسی: Heckler & Koch MP7) یا مسلسل دستی ۷ (آلمانی: Maschinenpistole ۷) یک جنگ‌افزار دفاع شخصی طراحی شده برای فشنگ ضدزره کالیبر اچ‌کی ۳۰×۴٫۶ میلی‌متر است که توسط هکلر و کخ طراحی شده‌است.